# 9587 Bonpland
9587 Bonpland è un asteroide della fascia principale. Scoperto nel 1990, presenta un'orbita caratterizzata da un semiasse maggiore pari a 2,58 UA e da un'eccentricità di 0,162, inclinata di 13,80° rispetto all'eclittica.